# 圣然戈尔夫

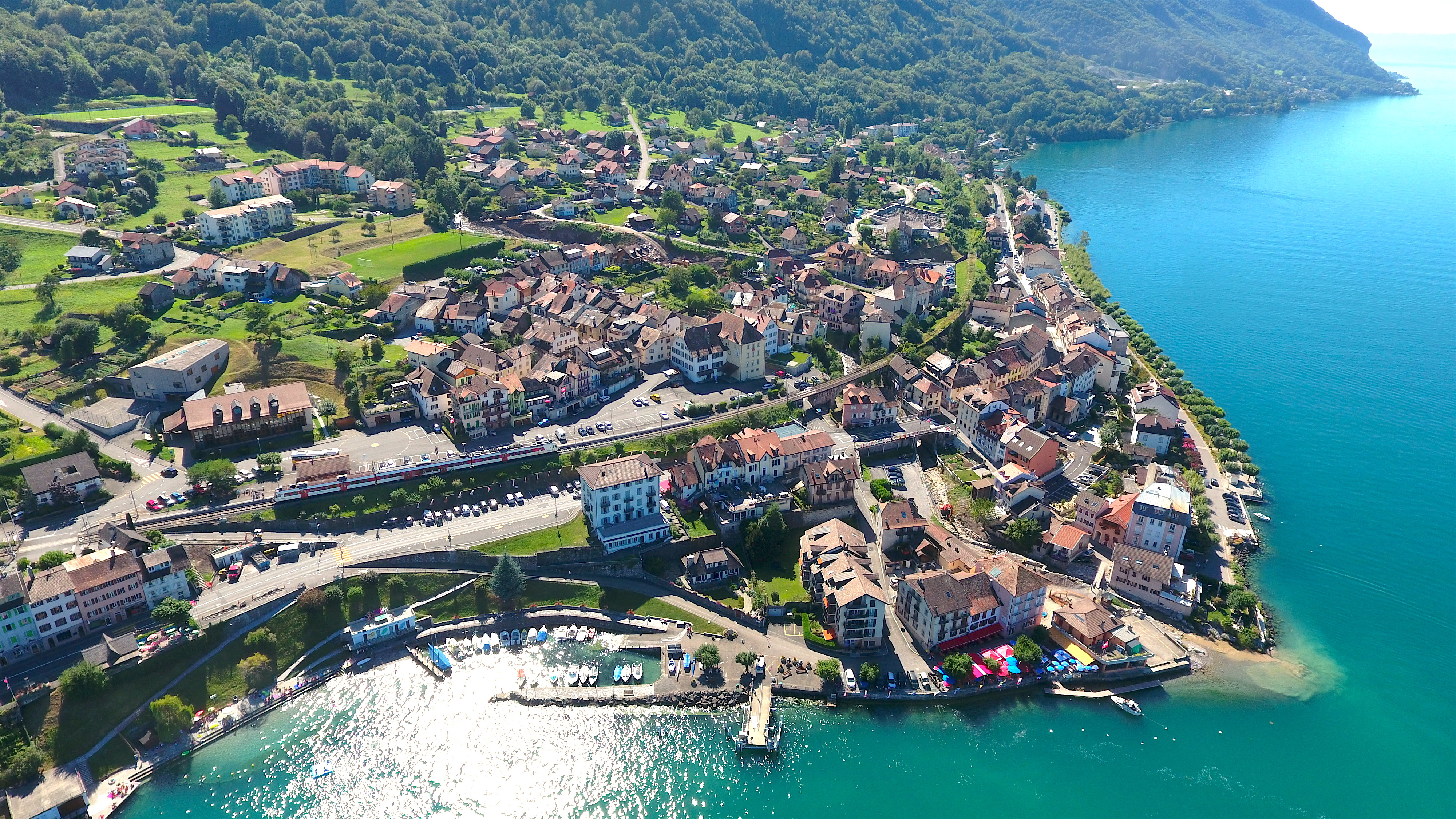
圣然戈尔夫鸟瞰图

圣然戈尔夫（法語：Saint-Gingolph，法語發音：[sɛ̃ ʒɛ̃ɡɔlf]）是位于法国与瑞士边境的一个村镇，被莫尔日河分隔为两个市镇，位于法国的部分属法国上萨瓦省，位于瑞士的部分属瑞士瓦莱州。